# Makar Honczarenko
Makar Mychajłowycz Honczarenko (ukr. Макар Михайлович Гончаренко, ros. Макар Михайлович Гончаренко, Makar Michajłowicz Gonczarenko; ur. 5 kwietnia?/18 kwietnia 1912 w Kijowie, zm. 1 kwietnia 1997 w Kijowie) – ukraiński piłkarz, grający na pozycji napastnika, trener piłkarski.

## Kariera piłkarska

### Kariera klubowa
W 1929 rozpoczął karierę piłkarską w drużynie Komunalnyk Kijów, skąd w 1931 przeszedł do Żełdoru Kijów. Potem bronił barw klubów Dinamo Iwanowo i Osnowa Iwanowo. W 1935 powrócił do Kijowa, gdzie został piłkarzem Dynama Kijów. Po zajęciu Kijowa przez niemieckich okupantów został jeńcem wojennym. Po wyjściu z niewoli razem z innymi piłkarzami z Kijowa w zakładzie piekarskim zorganizowali drużynę Start Kijów. W 1942 piłkarze rozegrali dziewięć meczów towarzyskich. Uczestniczył w znanym "meczu śmierci", po którym trafił do obozu koncentracyjnego. W 1945 występował w Charczowyku Odessa, a w 1947 zakończył karierę piłkarską w Spartaku Chersoń.

## Kariera trenerska
Po zakończeniu kariery zawodniczej pracował jako trener w piłkarskich klubach Odessy, Sum, Lwowa, Chersonia, Kijowa (DJuSSz SKA Kijów). W 1962 prowadził Awanhard Żółte Wody. 1 kwietnia 1997 zmarł w wieku 85 lat.

## Sukcesy i odznaczenia

### Sukcesy klubowe
- wicemistrz ZSRR: 1936 (wiosna)
- brązowy medalista Mistrzostw ZSRR: 1937
- zdobywca Pucharu Ukraińskiej SRR: 1937, 1938

### Sukcesy indywidualne
- król strzelców Mistrzostw ZSRR: 20 goli (1938)